# نيلسون مورر
نيلسون مورر (23 يوليو 1942 - 12 يوليو 2020) مزارع وسياسي برازيلي من ولاية سانتا كاتارينا يمثل ولاية بارانا على المستوى الوطني.

## الحياة المهنية
قبل ممارسة مهنة السياسة، لم يكن لدى ميورير سوى قدر ضئيل من التعليم الرسمي، ولم يذهب إلى المدرسة الثانوية قط، وعمل مزارعًا في فرانسيسكو بيلتراو. في عام 1988 تم انتخاب ميورير عمدة لفرانسيسكو بيلتراو. استمرت فترة ولايته من 1989 إلى 1993. في عام 1994 انتخب عضوا في مجلس النواب عن ولاية بارانا، امتدت ولايته الأولى من 1995 إلى 1999. في عام 1998 أعيد انتخابه نائباً اتحادياً، استمرت فترة ولايته الثانية بين عامي 1999 و2003. في عام 2002 انتخب لمجلس النواب لولايته الثالثة على التوالي، هذه المرة احتفظ بمنصبه من 2003 إلى 2007. في عام 2006 أعيد انتخاب مورر مرة أخرى نائبًا فيدراليًا، ذهب لولايته الرابعة من 2007 إلى 2011. في عام 2010 تم انتخابه نائباً اتحادياً للمرة الخامسة على التوالي وتولى منصبه من عام 2011 إلى عام 2015. في عام 2014 تم انتخاب ميورير لولايته السادسة والأخيرة في مجلس النواب. في 29 مايو 2018 أدانت المحكمة الفيدرالية العليا ميورير بتهم الفساد وغسيل الأموال، وحُكم عليه بالسجن 13 عامًا وتسعة أشهر.

## الوفاة
في 12 يوليو 2020 توفي مورر في فرانسيسكو بيلتراو عن عمر يناهز 77 عامًا، أي بعد 11 يومًا من عيد ميلاده الـ 78، بسبب المضاعفات التي أحدثها فيروس كورونا خلال الجائحة في البرازيل.